# Niesziekte
Niesziekte is de meest voorkomende infectieziekte bij de kat. 
Het is een uiterst besmettelijke aandoening die alle slijmvliezen van het lichaam aantast en waar katten flink ziek van kunnen zijn. De ziekte wordt verspreid door katten. De belangrijkste manier van verspreiding is via kleine vochtdruppeltjes beladen met ziekteverwekkers  die een besmette kat door te niezen de lucht inblaast. Vooral op plaatsen waar veel katten bij elkaar zitten in een kleine ruimte, zoals cattery's, asiels of dierenpensions, kunnen epidemieën uitbreken. De belangrijkste veroorzakers zijn het feliene calicivirus (FCV), het feliene herpesvirus 1 (FHV-1) en chlamydia-bacteriën.

## Symptomen
De kenmerken van de ziekte zijn: 
- koorts
- bindvliesontsteking (conjunctivitis)
- tranende ogen en een slecht terugtrekkend knipvlies
- loopneus
- niet eten en drinken
- vaak dunne ontlasting (diarree)
- alles gaat in de meeste gevallen gepaard met niezen

## Behandeling
Onderdrukken van bijkomende infecties, uitdroging bestrijden en eventueel dwangvoedering. Dit betekent antibiotica, indien nodig een infuus geven. Als antibiotica wordt bijvoorbeeld doxycycline voorgeschreven in tablet of druppelvorm.